# لاکوود (ویرجینیای غربی)
لاکوود (به انگلیسی: Lockwood) یک منطقهٔ مسکونی در ایالات متحده آمریکا است که در شهرستان نیکولاس، ویرجینیای غربی واقع شده‌است.